# Парагвай на літніх Олімпійських іграх 1972
Парагвай брав участь у Літніх Олімпійських іграх 1972 року у Мюнхені (ФРН) вдруге за свою історію, але не завоював жодної медалі.